# Курилов, Иван Васильевич
Иван Васи́льевич Кури́лов (1910—1992) — русский советский артист балета, балетмейстер. Заслуженный артист РСФСР (1968).

## Биография и творчество
Родился 5 (18) июля 1910 года в Киеве. С 1926-го обучался в Драматической студии при Детском театре в Киеве, а также в частной балетной школе. С 1928 года выступал в Киевском театре (ныне Театр им. Тараса Шевченко), в 1930—1931 гг. в Одесском театре оперы и балета, а в 1931—1934 — в Московском художественном балете. С 1934 по 1937 г. Курилов солист балета и балетмейстер Днепропетровского театра, в 1937—1939 гг. — Ансамбля народного танца УССР. В 1939—1962 гг. работал в Театре им. Станиславского и Немировича-Данченко.
Созданные Куриловым образы, среди которых Ли Шанфу («Красный мак») Бирбанто («Корсар»), Колен и Мишо («Соперницы»), Вакула («Ночь перед Рождеством»), Пабло («Лола»), отличали свежесть и своеобразие трактовки, острый танцевальный рисунок. Лучшие его партии: Костя («Берег счастья»), Бармалей («Доктор Айболит»), Квазимодо («Эсмеральда»), Фальстаф («Виндзорские проказницы»).
Балетмейстерскую работу Иван Васильевич начал в Одессе, будучи ассистентом М. Ф. Моисеева. С В. П. Бурмейстером он поставил балеты «Виндзорские проказницы» В. А. Оранского (1942) и «Берег счастья» А. Э. Спадавеккиа (1948). Также ставил танцы в военных ансамблях, русских народных хорах, театрах оперетты (Москва, Петрозаводск, Свердловск), драматических театрах, кино. Во Всесоюзном объединении цирков осуществил постановку конно-цирковой пантомимы «Бахчисарайская легенда». Вёл работу по подготовке руководителей художественной самодеятельности.
Скончался 2 апреля 1992 года в Москве. Похоронен на Митинском кладбище.

## Награды
- Орден «Знак Почёта» (20.06.1940) — за выдающиеся заслуги в деле развития белорусского театрального и музыкального искусства[3].
- Заслуженный артист РСФСР (24 мая 1968 года).